# Trent Horn
Trent Horn (San Diego, California, 1985) è uno scrittore e apologeta cattolico statunitense.
Noto soprattutto per il suo lavoro come apologeta della Chiesa Cattolica, Horn è noto anche per partecipare a conferenze e dibattiti su temi come religione, politica e filosofia.
Egli è membro del gruppo di apologetica statunitense Catholic Answers ed è inoltre conduttore del podcast The Counsel of Trent.
Nella sua carriere Horn ha pubblicato numerosi libri, tra i quali Why We're Catholic: Our Reasons For Faith, Hope, And Love, and Answering Atheism: How to Make the Case for God with Logic and Charity.

## Biografia

### Infanzia e conversione
Horn nasce a San Diego in California, da padre ebreo e madre cattolica poi convertita protestante, nel 1985.
Da giovane era molto scettico nei confronti della religione organizzata, ma nel corso dei suoi studi liceali, entra in contatto con il mondo Cattolico, decidendo, a 17 anni, di convertirsi a tale religione.

### Studi
Nel 2012 si laurea in teologia presso la Franciscan University of Steubenville e successivamente ottiene una seconda laurea presso il Holy Apostles College in filosofia nel 2018. Horn ha anche un bachelor's degree in storia, che ha conseguito alla Arizona State University.

### Carriera

#### Apologetica
Dopo la laurea in teologia nel 2012, Horn diventa attivamente coinvolto nel mondo dell'apologetica cattolica, cominciando a prendere parte a numerosi dibattiti riguardo l'esistenza di Dio e altri problemi teologici ed entrando nello staff del gruppo cattolico Catholic Answers. Tra le varie sedi nelle quali ha tenuto dibattiti teologici vi sono prestigiosi atenei come l'Universita della California a Berkeley, la UC Santa Barbara, e la Stanford University.

#### Insegnamento
Horn è anche un docente di apologetica al college cattolico Holy Apostles College.

## Posizioni
(Sua Eccellenza Thomas Olmsted, Vescovo della Diocesi di Phoenix)
Conservatore, Horn ritiene incompatibili la fede cattolica e le politiche socialiste e comuniste, posizione che ha difeso nel suo libro "Can a Catholic Be a Socialist?".
Egli è un critico della teologia della liberazione.

## Opere
- Why We're Catholic: Our Reasons for Faith, Hope, and Love
- The Case for Catholicism: Answers to Classic and Contemporary Protestant Objections
- Hard Sayings: A Catholic Approach to Answering Bible Difficulties
- Answering Atheism - How to Make the Case for God with Logic and Charity
- Can a Catholic Be a Socialist?
- 20 Answers- Abortion (20 Answers Series from Catholic Answers)
- 20 Answers - Eucharist (20 Answers Series from Catholic Answers)
- 20 Answers - The Church (20 Answers Series from Catholic Answers)
- Counterfeit Christs: Finding the Real Jesus Among the Impostors
- Confusion in the Kingdom: How "Progressive" Catholicism Is Bringing Harm and Scandal to the Church
- 20 Answers- Faith & Science (20 Answers Series from Catholic Answers)
- 20 Answers- Mormonism (20 Answers Series from Catholic Answers)
- 20 Answers- The Bible (20 Answers Series from Catholic Answers)
- 20 Answers- God (20 Answers Series from Catholic Answers)
- 20 Answers- Jehovah's Witnesses (20 Answers Series from Catholic Answers)
- 20 Answers- The Real Jesus (20 Answers Series from Catholic Answers)
- 20 Answers- Death & Judgment (20 Answers Series from Catholic Answers)
- Persuasive Pro Life: How to Talk about Our Culture's Toughest Issue
- When Protestants Argue Like Atheists: 12 Weird Ways That Anti-Catholics Mimic Secular Skeptics
- MADE THIS WAY: How to Prepare Kids to Face Today's Tough Moral Issues
- Persuasive Pro Life: How to Talk About Our Culture's Toughest Issue
- Devil's Advocate: Facing My Inner Anti-Catholic
- What the Saints Never Said: Pious Misquotes and Subtle Heresies
- Persuasive Pro Life, 2nd Ed: How to Talk about Our Culture's Toughest Issue
- Answering Atheism: How to Make the Case for God with Logic and Charity